# Molecular Simulation
Molecular Simulation (abrégé en Mol. Simul.) est une revue scientifique à comité de lecture. Ce mensuel publie des articles de recherches originales concernant la modélisation moléculaire
D'après le Journal Citation Reports, le facteur d'impact de ce journal était de 1,133 en 2014. Actuellement, le directeur de publication est Nick Quirke (Imperial College London, Royaume-Uni).